# آري فيرفين
آري فيرفين (بالإنجليزية: Arie Verveen)‏ هو ممثل أيرلندي، ولد في 28 سبتمبر 1976 في جمهورية أيرلندا.

## أعمال

### أفلام
- (2002) حمى المقصورة

## وصلات خارجية
- آري فيرفين على موقع IMDb (الإنجليزية)
- آري فيرفين على موقع قاعدة بيانات الفيلم (الإنجليزية)